# Transport kolejowy w Danii
Transport kolejowy w Danii opiera się na 2 560 km linii kolejowych, z których zelektryfikowane są główne magistralne odcinki oraz system szybkiej kolei w Kopenhadze S-tog. Główną rolę w przewozach kolejowych pełnią przewozy pasażerskie, jednak występuje tu także ruch towarowy, głównie na trasach międzynarodowych do Niemiec oraz Szwecji. Państwowym przewoźnikiem kolejowym w Danii są Danske Statsbaner (DSB), natomiast infrastrukturą zarządza osobne przedsiębiorstwo Banedanmark. Dania jest członkiem UIC, a jej kod w oznaczeniach kolejowych to 86.

## Infrastruktura

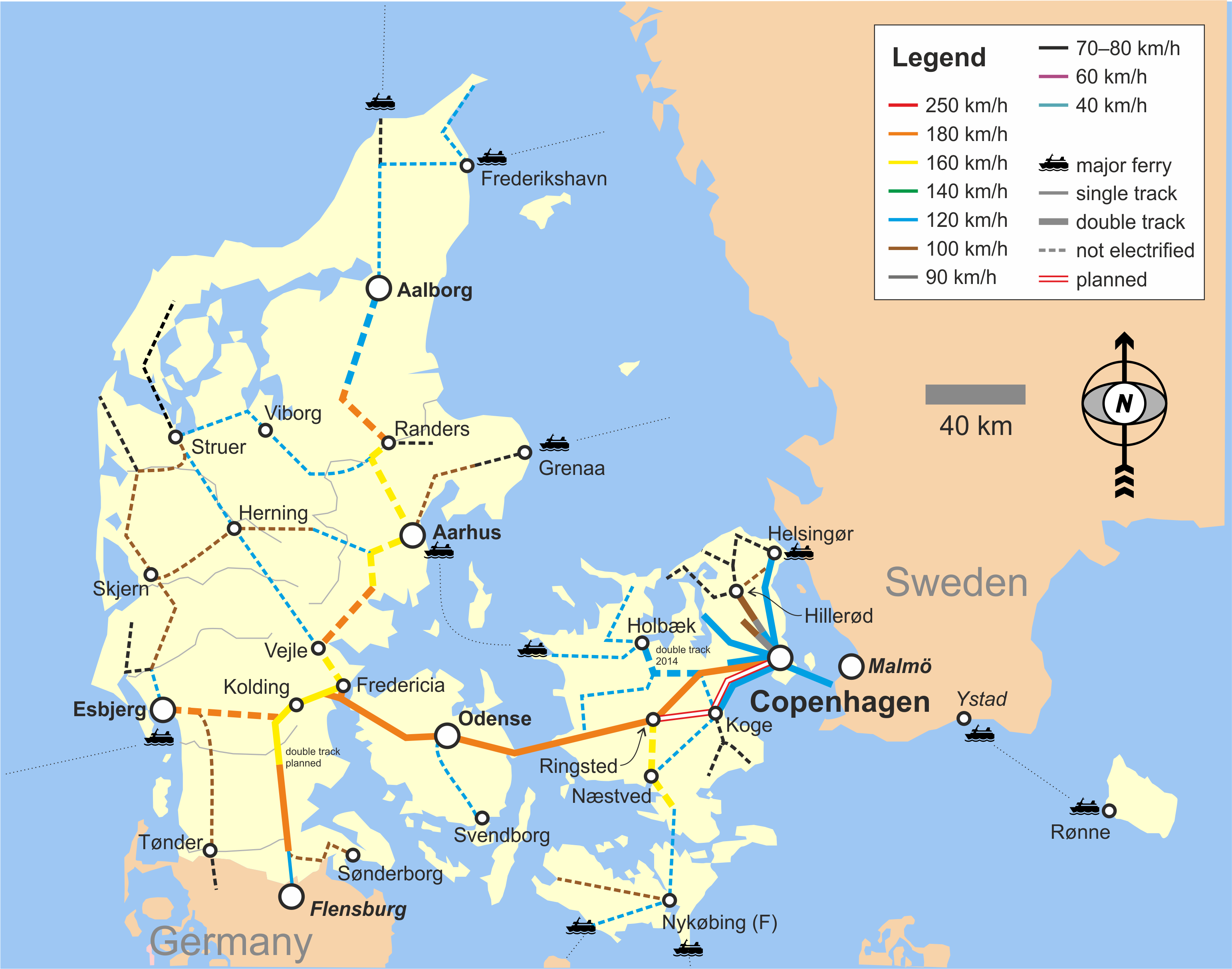
Schemat linii kolejowych w Danii wraz z zaznaczoną liczbą torów, maksymalną prędkością oraz kolejowymi przeprawami promowymi

Na terenie Danii znajduje się 2 560 km linii kolejowych, z czego 976 km to linie dwu- lub więcej- torowe, oraz 508 stacji kolejowych. Wszystkie linie, wyłączając wewnętrzne prywatne koleje przemysłowe oraz prywatne koleje zabytkowe, mają standardowy rozstaw szyn 1435 mm. Na głównych liniach kolejowych maksymalna dopuszczalna prędkość to 180 km/h. Poza głównymi szlakami dopuszczalna prędkość wynosi najczęściej 120 lub 75 km/h. Wyjątkowo na niektórych odcinkach może być ograniczana ze względu na stan techniczny torów lub prace remontowe. W duńskiej sieci kolejowej na głównych liniach ze względu na wyższe prędkości i wzmożony ruch towarowy stosuje się podkłady betonowe, na pozostałych liniach drewniane. O niewielkim znaczeniu przewozów towarowych na liniach pobocznych w Danii świadczy fakt, że w całym kraju znajduje się jedynie 30 km linii przeznaczonych wyłącznie dla ruchu towarowego. 

### Elektryfikacja

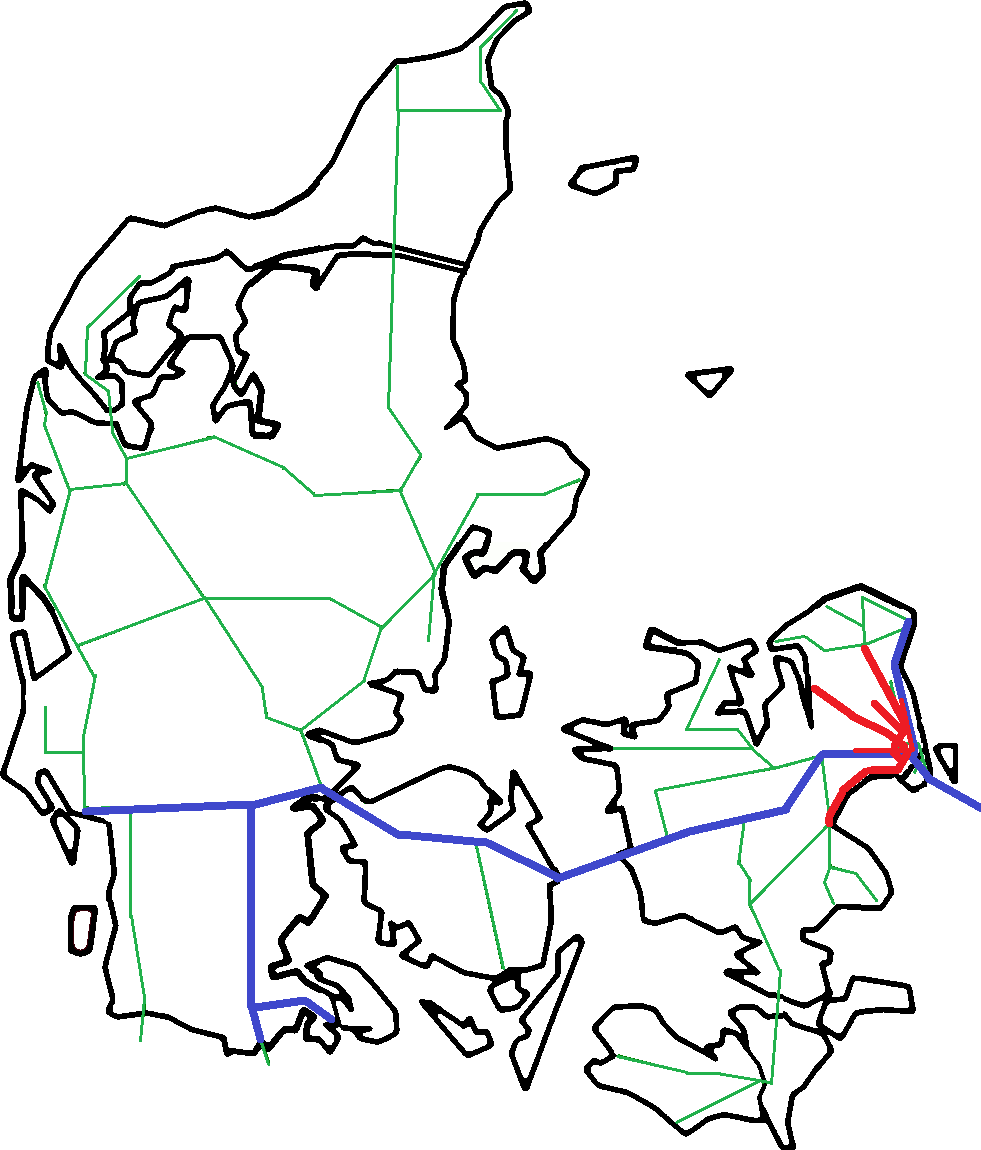
Schemat linii kolejowych w Danii. Kolorem niebieskim zaznaczono główne zelektryfikowane linie kolejowe, zielonym poboczne linie niezelektryfikowane, a czerwonym sieć S-tog

W Danii znajduje się 640 km zelektryfikowanych odcinków linii kolejowych. Są to linie magistralne Kopenhaga – Odense – Fredericia – granica z Niemcami – Flensburg z odgałęzieniami do Sønderborga i Esbjerga, a także linia Helsingør – Kopenhaga – most nad Sundem – Malmö, sieć kopenhaskiego metra oraz S-tog. Na większości sieci kolejowej wykorzystywane jest napięcie 25 kV 50 Hz prądu zmiennego, mimo że w sąsiednich Szwecji oraz Niemczech wykorzystywane jest napięcie 15 kV 16⅔ Hz. Sieć S-tog wykorzystuje napięcie 1650 V prądu stałego, a sieć metra – 750 V, przy czym w tym przypadku do zasilania wykorzystywana jest tzw. trzecia szyna. 
Pierwsze odcinki zelektryfikowane w Danii stanowiła sieć S-tog uruchomiona w 1934 roku. W późniejszych latach tylko ona była zelektryfikowana. Proces elektryfikacji pozostałych linii rozpoczęto dopiero w 1979 roku.

### Bezpieczeństwo
Na głównych liniach oraz na wybranych liniach lokalnych wykorzystywany jest system automatyki bezpieczeństwa pociągu o nazwie Automatic Train Control. Powstał on na bazie podobnego systemu wykorzystywanego w Szwajcarii i nie jest on kompatybilny z systemami bezpieczeństwa w innych krajach. Ponadto w sieci S-tog wykorzystuje się odrębny system nazywany HastighedsKontrol og Togstop. Na lata 2018–2021 zaplanowano inwestycję polegającą na wyposażeniu wszystkich głównych linii kolejowych w europejski system ERTMS.

## Przewozy

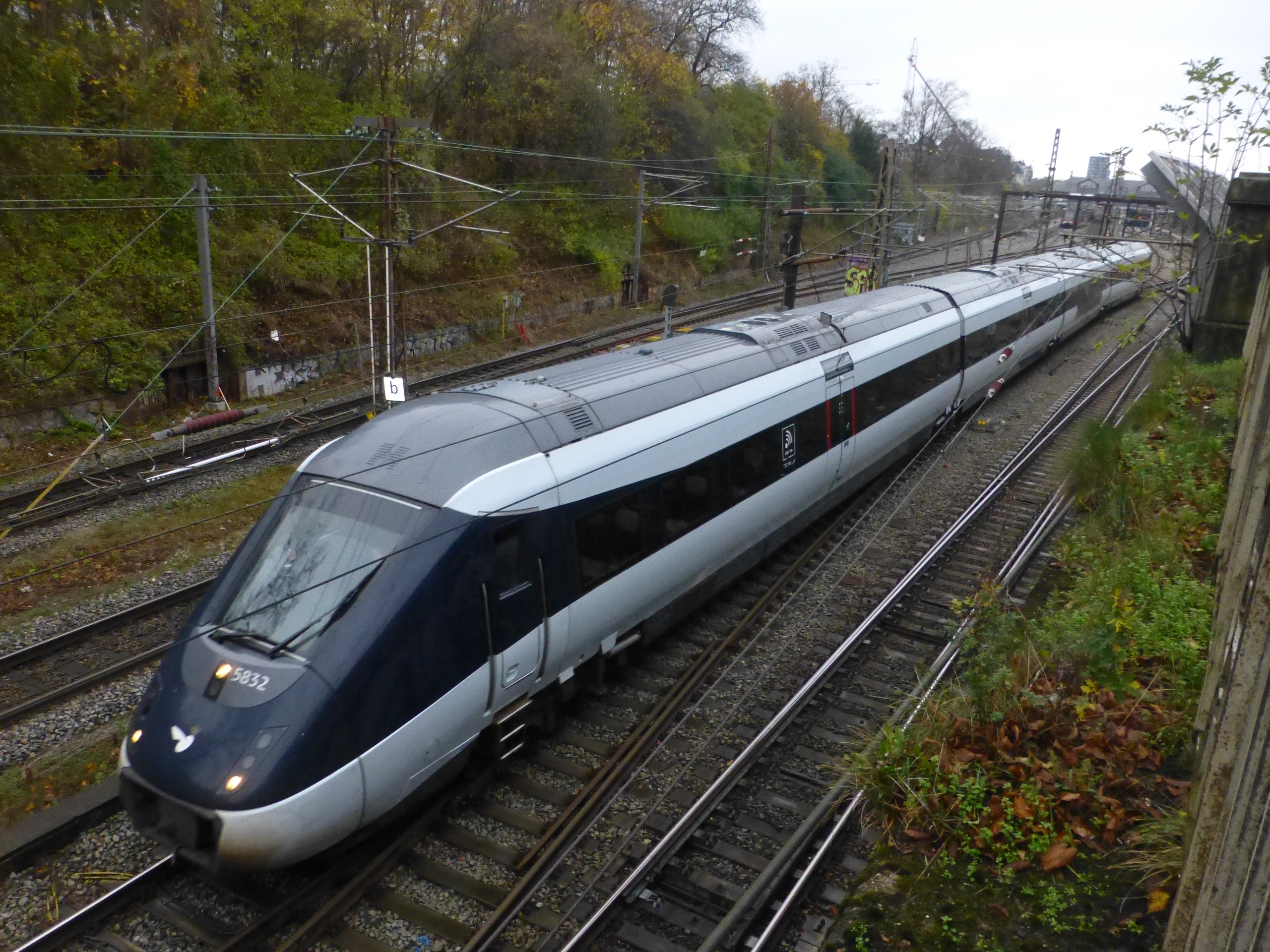
Pociąg typu IC4

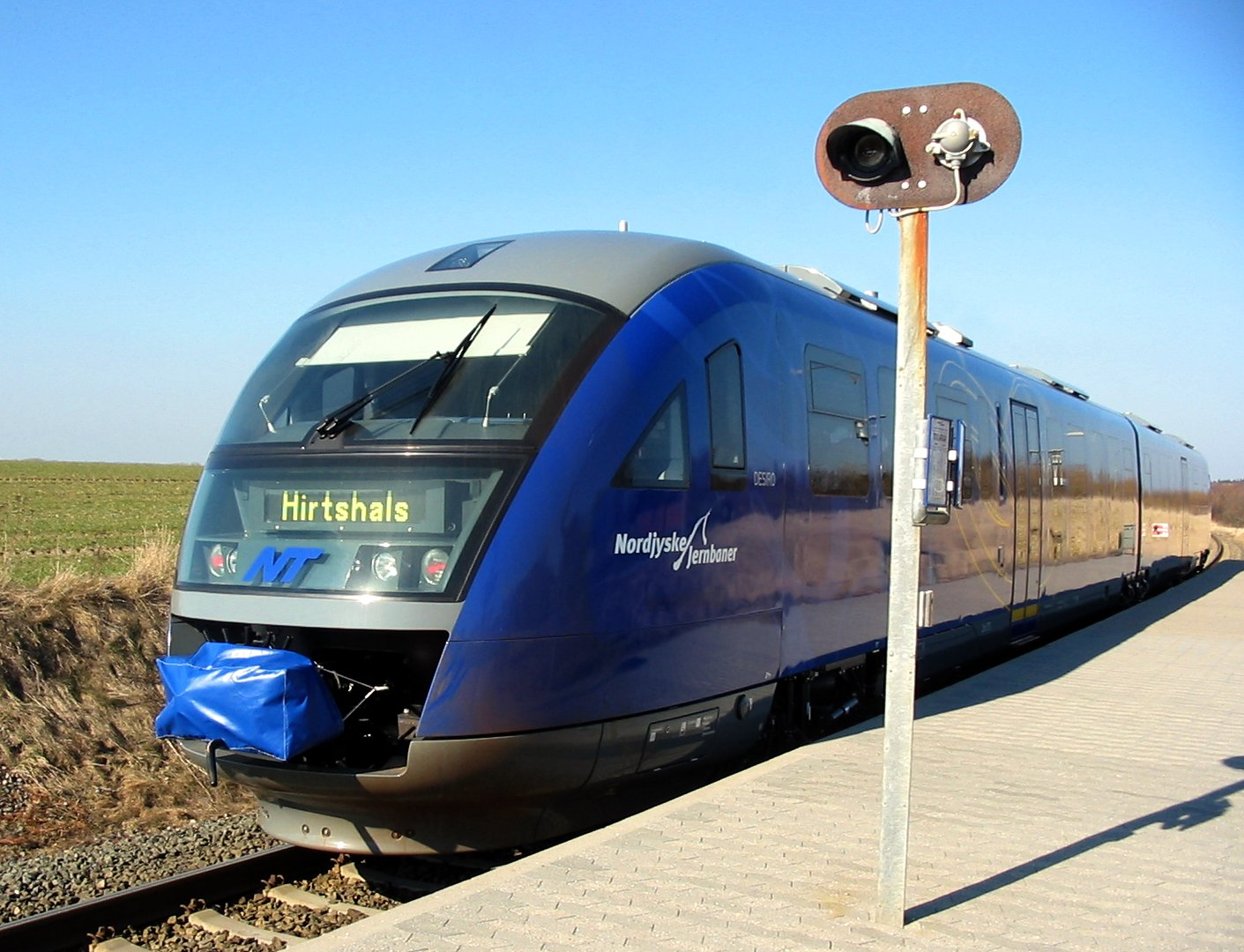
Pociąg regionalny prywatnego przewoźnika

W 2016 roku w Danii koleją przewieziono 6653 mld pasażerokilometrów oraz 2575 mld tonokilometrów towarów. 

### Osobowe przewozy międzynarodowe
Przewozy kolejowe międzynarodowe opierają się na dwóch kierunkach podróży. Kopenhaga jest połączona ze Sztokholmem pociągami dużych prędkości X2000, które przejeżdżają przez most nad Sundem. Drugim kierunkiem są Niemcy, gdzie kursują pociągi Intercity-Express obsługiwane przez Deutsche Bahn. Zapewniają one połączenie Kopenhagi z Berlinem oraz Hamburgiem. Dodatkowo z Kopenhagi jeżdżą nocne pociągi EuroNight do Amsterdamu i Pragi.

### Przewozy krajowe
Na trasach regionalnych przewozy wykonują, oprócz państwowego przewoźnika DSB, także przewoźnicy prywatni. Na trasach tych wykorzystywane są spalinowe zespoły trakcyjne. Dalekobieżne przewozy są wykonywane przez DSB, również spalinowymi zespołami trakcyjnymi typów IC3 oraz IC4, a także na zelektryfikowanych trasach pociągami typu ET. 